# Laurière
Laurière är en kommun i departementet Haute-Vienne i regionen Nouvelle-Aquitaine i västra Frankrike. Kommunen ligger i kantonen Laurière som tillhör arrondissementet Limoges. År 2022 hade Laurière 528 invånare.

## Befolkningsutveckling
Antalet invånare i kommunen Laurière
| Referens: INSEE |